# Filiași
Filiași este un oraș în județul Dolj, Oltenia, România, format din localitatea componentă Filiași (reședința), și din satele Almăjel, Bâlta, Braniște, Fratoștița, Răcarii de Sus și Uscăci.
Este un vechi târg comercial, devenit mai târziu oraș și un important nod feroviar și rutier al Olteniei.

## Așezare geografică
Orașul Filiași este situat în Oltenia, în nord-vestul județului Dolj..

## Istorie
Descoperiri arheologice
Pe teritoriul orașului descoperirile arheologice au scos la iveală ceramică aparținând renumitei culturi de Coțofeni din epoca bronzului, precum și Tezaurul de la Filiași, care conține în special bracteate germane, precum și monede din Boemia și Anglia. Tezaurul a fost probabil îngropat în 1241, anul invaziei tătarilor și conține monede austriece emise în Salzburg și Carintia, precum și în diverse alte orașe europene, cuprinzând și trei esterlini din Anglia regelui Henric al II-lea Plantagenet (1133 – 1189). Prima atestare a numelui localității datează de la 1 ianuarie 1573.
Boierii Filișanu
O însemnată familie de boieri, pe nume Filișanu, și-a lăsat amprenta pe istoria orașului pe o perioadă de 400 de ani.
În anul 1906 Dimitrie Filișanul, cel prin care s-a stins ultimul descendent al neamului de boieri, ctitorește un splendid edificiu ce va dăinui sub denumirea de "Capela Filișanului".
Preocupările boierilor Filișani nu s-au materializat numai pe plan spiritual, ci și în domeniul social, dovedind grija lor față de oamenii săraci, ctitoriile lor fiind destinate în mare parte acestora. Dintre acestea, cea mai de seamă este Spitalul Filișanilor și două cișmele pentru apă, una în satul Balta, iar alta în Filiași, situată la "Hanul Mare".
Biblioteca Poporului (1935)
În anul 1935 învățătorul Nicolae Mitea dă viață unui alt lăcaș de referință din istoria orașului: Biblioteca Poporului, actualmente Biblioteca Orășenească "Anton Pann" Arhivat în 28 februarie 2011, la Wayback Machine..
Urbanizare (anii '50-'60)
O altă importantă realizare pentru Orașul Filiași a avut loc în jurul anului 1955, când primarul (președintele) din acea vreme, Ștefan Moraru, a introdus pentru prima dată electricitate pe toate străzile și iluminat stradal pe toate arterele principale, acesta extinzându-se în tot orasul în următorii ani. O altă mare realizare a primarului Ștefan Moraru a fost amenajarea străzilor din orașul Filiași, acestea fiind pavate cu piatră cubică începând cu anul 1960, tot sub conducerea lui Ștefan Moraru în Filiași s-a introdus prima rețea de canalizare și apă potabilă ce acoperea zona centrală a Filiașiului. În jurul aniilor 1958-1963, sub ocârmuirea primarului Ștefan Moraru s-a amenajat primul centru de agrement și relaxare la Hanul Mare, zona celor 3 lacuri, existând posibilitate și condiții foarte bune pentru pescuit, iar la sfârșitul săptămânii se deschidea debarcaderul, fiecare cetățean având posibilitatea de a se relaxa vâslind. Casa de Cultură împreună cu Grădina de Vară au fost construite în jurul anului 1954; aici se țineau balurile de săptămână, se proiectau filme și spectacole. Ștefan Moraru a rămas și va rămâne în istoria Filiașiului unul dintre primarii care au pus piatra de temelie Filiașiului de astăzi.
Tot sub ocârmuirea lui Ștefan Moraru s-a construit actuala piață și Hala orașului. În jurul anului 1967, Ștefan Moraru a pus piatra de temelie a Fabricii de Pâine, a Restaurantului Jiul și Grădinii de Vară din spatele acesteia. Omul Ștefan Moraru a fost singurul care a schimbat fața comunei Filiași iar în anul 1968, în luna mai, Filiașiul sub Ștefan Moraru a primit rangul de oraș.

## Demografie
Componența etnică a orașului Filiași
     Români (79,88%)
     Romi (6,46%)
     Alte etnii (0,35%)
     Necunoscută (13,31%)
Componența confesională a orașului Filiași
     Ortodocși (83,29%)
     Penticostali (1,72%)
     Alte religii (1,26%)
     Necunoscută (13,72%)
Conform recensământului efectuat în 2021, populația orașului Filiași se ridică la 15.031 de locuitori, în scădere față de recensământul anterior din 2011, când fuseseră înregistrați 16.900 de locuitori. Majoritatea locuitorilor sunt români (79,88%), cu o minoritate de romi (6,46%), iar pentru 13,31% nu se cunoaște apartenența etnică. Din punct de vedere confesional, majoritatea locuitorilor sunt ortodocși (83,29%), cu o minoritate de penticostali (1,72%), iar pentru 13,72% nu se cunoaște apartenența confesională.
|  | Graficele sunt indisponibile din cauza unor probleme tehnice. Mai multe informații se găsesc la Phabricator și la wiki-ul MediaWiki. |

Date: Recensăminte sau birourile de statistică - grafică realizată de Wikipedia

## Politică și administrație
Orașul Filiași este administrat de un primar și un consiliu local compus din 17 consilieri. Primarul, Ilie-Costeluș Gheorghe[*], de la Partidul Social Democrat, este în funcție din 1 noiembrie 2024. Începând cu alegerile locale din 2024, consiliul local are următoarea componență pe partide politice:
|  | Partid                          | Consilieri | Componența Consiliului | Componența Consiliului | Componența Consiliului | Componența Consiliului | Componența Consiliului | Componența Consiliului | Componența Consiliului | Componența Consiliului | Componența Consiliului | Componența Consiliului |
|  | ------------------------------- | ---------- | ---------------------- | ---------------------- | ---------------------- | ---------------------- | ---------------------- | ---------------------- | ---------------------- | ---------------------- | ---------------------- | ---------------------- |
|  | Partidul Social Democrat        | 10         |                        |                        |                        |                        |                        |                        |                        |                        |                        |                        |
|  | Partidul Național Liberal       | 5          |                        |                        |                        |                        |                        |                        |                        |                        |                        |                        |
|  | Alianța pentru Unirea Românilor | 2          |                        |                        |                        |                        |                        |                        |                        |                        |                        |                        |

## Obiective turistice

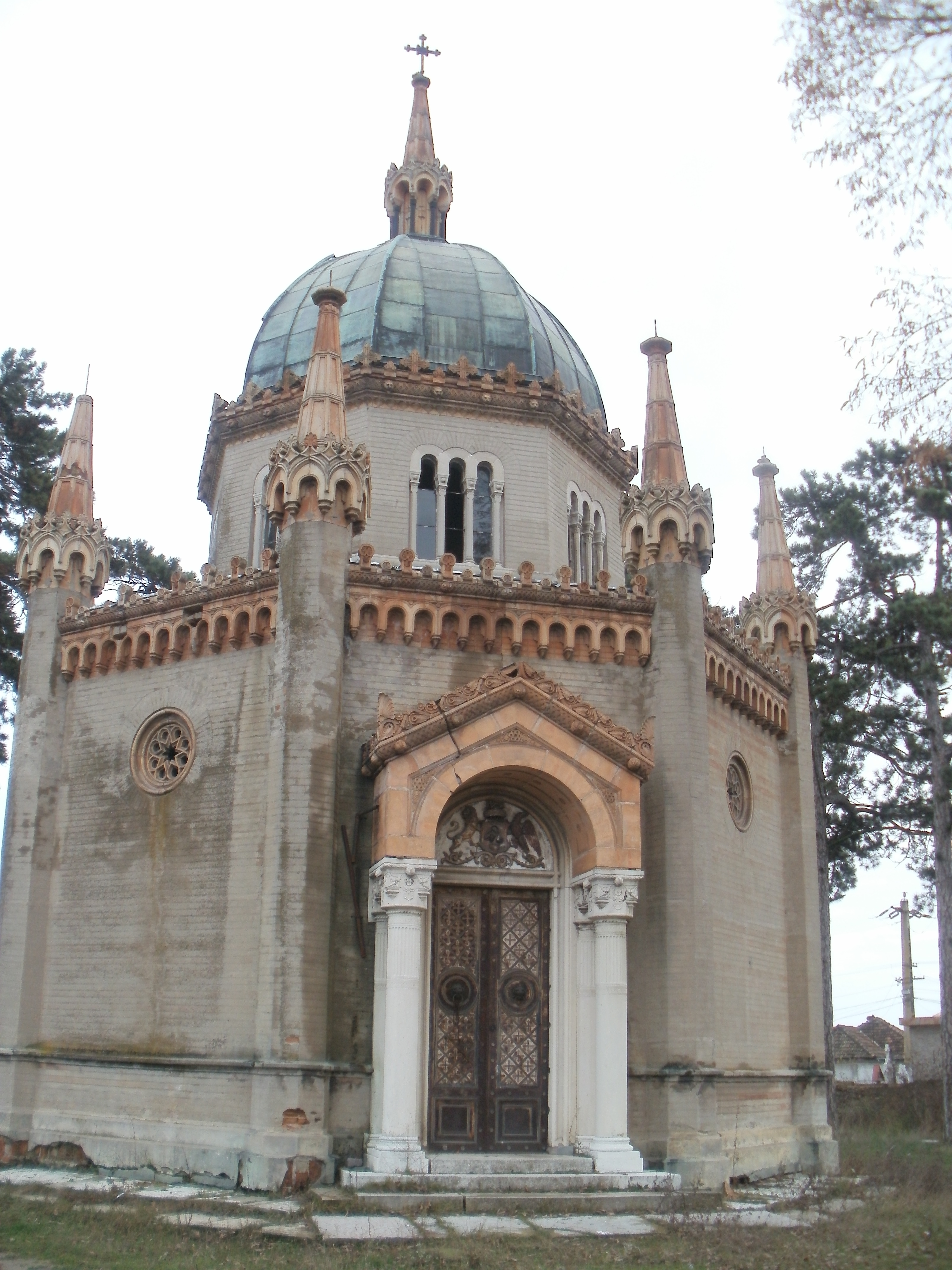
Mausoleul Filisanu

- Biserica „Sf. Nicolae” (1750-1755), din satul Fratoștița; DJ-II-m-B-08271
- Mausoleul familiei Filișanu (1864-1868); DJ-II-a-A-08267
- Biserica „Sfântu Nicolae” (1887); DJ-II-m-B-08268
- Gara Filiași, pe unde a trecut Eminescu în 1878, când a vizitat conacul de la Florești al boierului Mandrea.